# Jia Xiuquan
Jia Xiuquan (en chino tradicional, 賈秀全; en chino simplificado, 贾秀全; pinyin, Jiǎ Xiùquán; Dalian, Liaoning; 9 de noviembre de 1963) es un exfutbolista y entrenador chino que se desempeñaba como defensor. En el Bayi fue donde realizó gran parte de su carrera profesional.

## Trayectoria
Jia Xiuquan predominantemente jugó la mayoría de su carrera en Bayi. Durante su tiempo allí, los vio ganar dos títulos de liga, su primer título en 1981, y su segundo en la temporada de 1986. Ganó el Balón de Oro en 1983, 1984 y 1986 de la Asociación de Fútbol de China. En 1988 se trasladó al principal equipo de la Liga Yugoslava, el FK Partizan junto con Liu Haiguang.
Jia y Liu llegaron a Belgrado durante las vacaciones de invierno de la temporada 1987-88. Jia jugó 10 partidos en la liga durante la segunda mitad de la temporada 1987-88, finalizando segundo Partizan por detrás del Estrella Roja, por un punto de diferencia.
Sobre el final de su carrera jugó en Malaysia Royal Police FA y luego en el Gamba Osaka. En el Gamba Osaka disputó 25 partidos y finalizaría su carrera en 1993.

## Clubes

### Como jugador
| Club        | País       | Periodo     |
| ----------- | ---------- | ----------- |
| Bayi        | China      | 1976 - 1987 |
| FK Partizan | Yugoslavia | 1987 - 1989 |
| PDRM FA     | Malasia    | 1991 - 1992 |
| Gamba Osaka | Japón      | 1992 - 1993 |

### Como entrenador
| Equipo                      | País  | Año         |
| --------------------------- | ----- | ----------- |
| Bayi                        | China | 1994 - 1995 |
| Shaanxi Guoli               | China | 1995 - 1998 |
| Bayi                        | China | 2001 - 2003 |
| Henan Jianye                | China | 2008        |
| Shanghái Shenhua            | China | 2008 - 2009 |
| Henan Jianye                | China | 2014 - 2016 |
| Selección femenina de China | China | 2018 - 2021 |